# Budowa

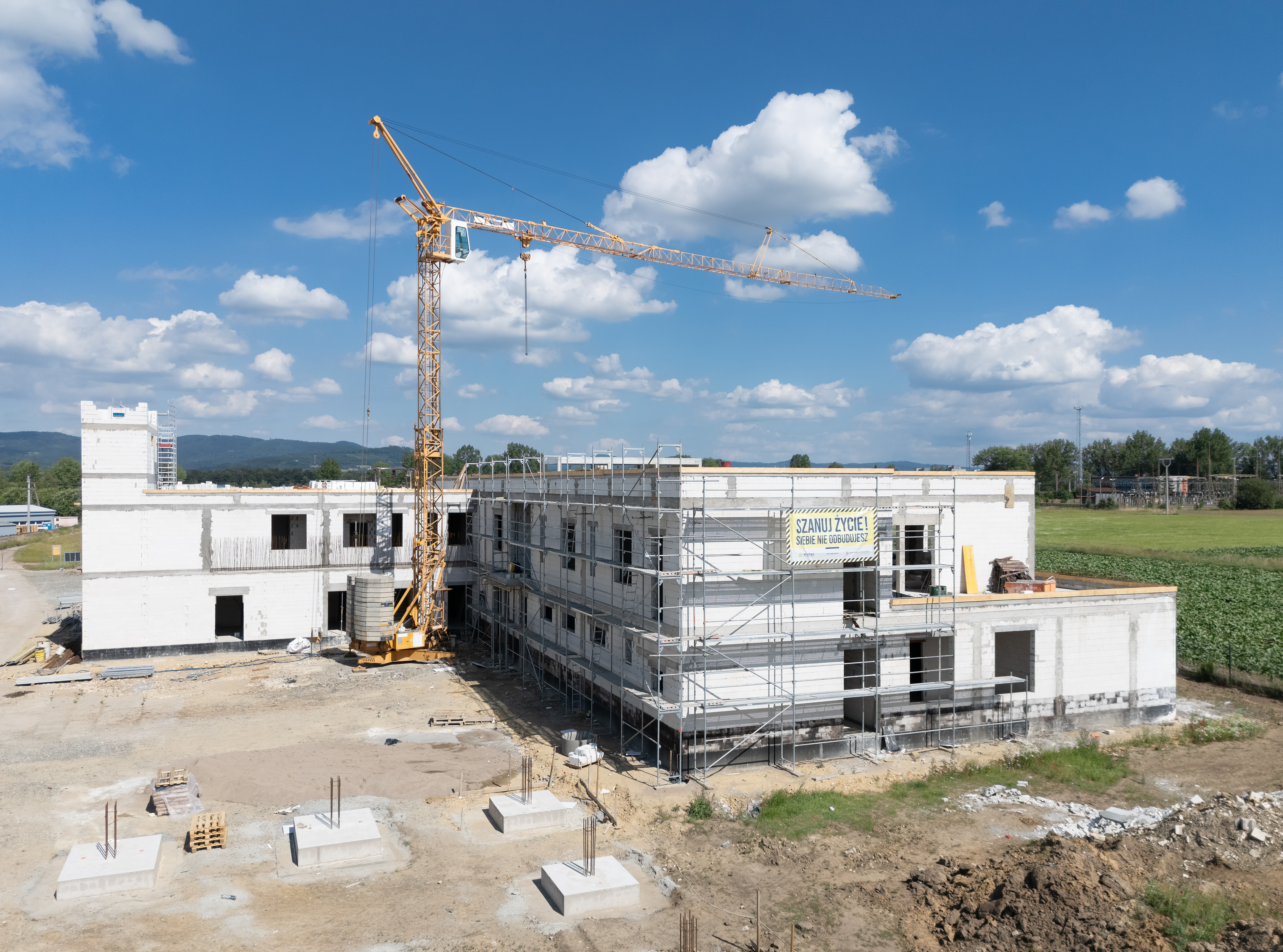
Budowa w Kłodzku

Budowa budynku z prefabrykatów.

Budowa – wykonywanie obiektu budowlanego w określonym miejscu, a także jego odbudowa, rozbudowa i nadbudowa.

## Źródła prawa
Podstawowe zasady realizacji budowy są unormowane w ustawie z dnia 7 lipca 1994 – Prawo budowlane (Dz.U. z 2021 r. poz. 2351). Określa ona całe postępowanie poprzedzające budowę, zasady jej realizacji i postępowanie po zakończeniu budowy oraz normuje działalność w tym zakresie.
Ponadto istnieje ogromna liczba przepisów prawnych, obowiązujących podczas budowy uczestników procesu budowlanego. Do najważniejszych należą:
- przepisy techniczno-budowlane (tj. warunki techniczne, jakim powinny odpowiadać obiekty budowlane i ich usytuowanie oraz warunki techniczne użytkowania obiektów budowlanych),
- przepisy dotyczące ochrony przeciwpożarowej,
- przepisy dotyczące bezpieczeństwa i higieny pracy,
- oraz wiele innych przepisów, norm, opracowań techniczno-budowlanych, aprobat technicznych, decyzji administracyjnych, ekspertyz i innych dokumentów.

## Proces budowlany
Budowa, jako realizacja obiektu budowlanego – jak wynika z poprzednich punktów – jest tylko jednym z kilku etapów inwestycji budowlanej (procesu budowlanego). Aby mogło nastąpić rozpoczęcie tego etapu muszą być spełnione wymogi określone w Prawie budowlanym, a w szczególności musi zostać opracowany projekt i inwestor musi uzyskać decyzję administracyjną o pozwoleniu na budowę (w przypadku pewnych wymienionych w Prawie budowlanym prostych obiektów wystarczy zgłoszenie), która musi stać się decyzją ostateczną.

## Prowadzenie budowy
Budowa realizowana jest na zlecenie inwestora (lub przez samego inwestora), który zobowiązany jest z mocy art. 18 p.b. do zorganizowania procesu budowy, w tym między innymi do zapewnienia wykonywania i nadzoru nad wykonywaniem czynności związanych z realizacją budowy oraz nad prowadzonymi robotami, przez osoby uprawnione do pełnienia samodzielnych funkcji technicznych w budownictwie w wymaganym zakresie i specjalności. W przypadku budowy są to:
- projektant,
- kierownik budowy i ewentualnie kierownicy robót,
- inspektor nadzoru inwestorskiego (w przypadku budów, dla których jest wymagane w przepisach prawa ustanowienie inspektora).

Oprócz ww. osób może okazać się niezbędnym włącznie w proces budowy innych specjalistów z odpowiednimi uprawnieniami, np. geodety, geologa, archeologa i innych.
Rozpoczęcie budowy następuje z chwilą podjęcia prac przygotowawczych (art. 41 p.b.), przy czym zwykle wcześniej następuje przejęcie placu budowy przez kierownika budowy.
Budowa jest złożonym technicznie, organizacyjnie, a także finansowo zespołem działań grupy ludzi. Nadzór i odpowiedzialność za ten proces spoczywa głównie na kierowniku budowy. Podlega on także kontroli ze strony wielu urzędów i instytucji takich jak nadzór budowlany, organa nadzoru administracyjno-budowlanego, inspekcja pracy, straż pożarna, straż miejska i inne, w zakresie ich kompetencji.
Po zakończeniu realizacji budowy, przed przystąpieniem do użytkowania ukończonego obiektu budowlanego, należy zawiadomić właściwy organ nadzoru budowlanego o zakończeniu budowy oraz – w przypadku, gdy taki obowiązek wynika z przepisów – uzyskać pozwolenia na użytkowanie (decyzja administracyjna, która również musi stać się ostateczna, aby zgodnie z prawem móc użytkować obiekt budowlany).

## Roboty budowlane
Prawo budowlane definiując pojęcie robót budowlanych, zalicza do nich oprócz budowy także: przebudowę, montaż, remont, rozbiórkę. Odróżnienie budowy od innych rodzajów robót budowlanych wydaje się dość proste: wszędzie tam gdzie powstaje nowy obiekt budowlany, lub następuje w wyniku prowadzenia robót budowlanych powstanie w przestrzeni nowego elementu obiektu budowlanego nieistniejącego przed rozpoczęciem prac, mamy do czynienia z budową. Często jednak takie rozróżnienie nie jest proste, występuje np. remont i nadbudowa łącznie.

## Potoczne znaczenie terminu „budowa”
W potocznym języku terminem budowa określa się prowadzenie każdych niemal robót budowlanych w wydzielonym miejscu, nawet jeżeli nie jest to budowa w sensie Prawa budowlanego. I odwrotnie: często budowa wymagająca pozwolenia na budowę, lecz dotycząca małego obiektu budowlanego lub jego rozbudowy, nigdy nie zostanie w potocznym pojęciu nazwana budową. Termin budowa w potocznym rozumieniu obejmuje również miejsce wykonywania robót, plac budowy.